# Heteronormativiteit
Heteronormativiteit, heteronormaliteit of heterocentrisme is het idee, de overtuiging of aanname dat heteroseksualiteit de standaard en/of de natuurlijke toestand van de mens is. Volgens die norm zijn er twee complementaire en tegenover elkaar staande geslachten met eigen sociale rollen. Binnen die rollen bezitten enkel mannen mannelijkheid en vrouwen vrouwelijkheid. Seksuele geaardheid maakt deel uit van die rol. De verwachting dat vrouwen op mannen vallen en mannen seksueel worden aangetrokken tot vrouwen, is heteronormatief. Andere geaardheden worden in deze context gezien als afwijkend.
Het concept wordt vooral gebezigd binnen lhbt-context en lhbt-emancipatie. Heteronormativiteit wordt vaak gekoppeld aan heteroseksisme, homofobie, transfobie en bifobie.

## Etymologie
De term 'heteronormativiteit' is een samenvoeging van 'hetero-' (van heteroseksualiteit) en 'normativiteit'. De term vindt zijn oorsprong in het begin van de jaren 90 en werd gepopulariseerd binnen queer theory door Michael Warner in zijn boek Fear of a Queer Planet. Maar de beginselen van het concept gaan verder terug, zoals Adrienne Rich bijvoorbeeld het concept van verplichte heteroseksualiteit beschrijft in haar essay Lesbisch bestaan en gedwongen heteroseksualiteit (1975).

## Implicatie en gevolgen
Bij heteronormativiteit gaat het er niet om dat heteroseksualiteit als seksualiteit de norm is (oftewel meer mensen zijn hetero dan homo), maar om het feit dat heteroseksualiteit maatschappelijk genormaliseerd en geïnstitutionaliseerd wordt en mensen geacht en gedwongen worden te voldoen aan een heteroseksueel ideaalbeeld. Die normalisering en institutionalisering van heteronormativiteit zou op allerlei vlakken in de maatschappij voorkomen, zoals in wetgeving, media, opvoeding en scholing.
Het concept van heteronormativiteit houdt dus in dat heteroseksualiteit het ideaal vormt voor de maatschappij en dat de maatschappij naar dit ideaal wordt gemodelleerd. Als gevolg hiervan gelden bijvoorbeeld niet-heteronormatieve gedragingen als 'afwijkend' van dit ideaal. En worden mensen hierom gediscrimineerd, gehospitaliseerd, gecriminaliseerd of geacht het heteronormatief ideaal na te leven. Zodoende levert heteronormativiteit veel weerstand op bij lhbt'ers die niet aan die hetero-norm willen of kunnen voldoen. Daarnaast wordt de term gebruikt om patronen in samenlevingen te verklaren waarbij lhbt'ers gediscrimineerd worden. 
Overigens heeft de term niet specifiek betrekking op één seksuele voorkeur. Iedereen kan heteronormatief zijn, ook mensen die niet hetero zijn (zie homonormativiteit). Hetero's kunnen ook niet-heteronormatief zijn. Heteronormativiteit uit zich op verschillende manieren via complexe sociale ideeën, concepten en gedragingen en is als zodanig niet per se afhankelijk van persoonlijke beslissingen of overtuigingen om bewust wel of niet heteronormatief te zijn.

### Voorbeelden
Enkele voorbeelden van heteronormativiteit zouden zijn:
- Het idee dat een man geen jurk kan dragen of kan zorgen voor kinderen.
- Het idee dat seks enkel een penis die een vagina penetreert betreft, of gericht is op voortplanting.
- Het idee dat een huwelijk alleen kan gesloten worden tussen een man en een vrouw.
- Affectie tussen mensen van hetzelfde geslacht wordt daarentegen afgekeurd of als opdringerig beschouwd.
- Uit de kast komen: op een gegeven moment uitkomen voor je seksuele geaardheid als je niet heteroseksueel bent - iemand zou niet uit de kast hoeven komen als er niet bij voorbaat werd verondersteld of van uitgegaan werd dat iedereen hetero is.
- Hetero-rollen verwachten in homo-relaties: een dominante rol en een ondergeschikte rol ("wie heeft de broek aan in de relatie?" "wie is het mannetje in de relatie?").

## Verwante begrippen
Het begrip heteronormativiteit heeft raakvlakken met begrippen als heteroseksisme, homofobie, transfobie en bifobie. Maar ze gaan niet geheel over hetzelfde concept of belichten andere aspecten van een groter geheel. Terwijl het begrip heteronormativiteit zich richt op de normalisering van heteroseksualiteit, richt heteroseksisme zich op de discriminatie van eenieder die niet hetero is. Heteroseksisme is het vellen van een waardeoordeel op grond van iemands seksuele geaardheid (of genderidentiteit en de uiting daarvan) buiten heteroseksualiteit, het geloof dat iedereen heteroseksueel zou moeten zijn of dat heteroseksualiteit superieur is. 
Homofobie uit zich in de concrete manifestatie van de twee eerder genoemde termen. Alhoewel de term homofobie een 'irrationele angst voor homo's' impliceert, wordt het eerder gebruikt om haat (in al zijn vormen) tegen homo's te beschrijven (dit gaat ook op voor termen termen als transfobie en bifobie).
De termen sluiten op elkaar aan en beschrijven allemaal een onderdeel van de verhouding tussen lhbt'ers en de maatschappij. Met andere woorden is heteronormatviteit de ideologie, heterosexisme het systeem en homofobie de manifestatie. Het is vergelijkbaar met de termen (binnen het feminisme):  patriarchaat (ideologie), seksisme (systeem) en misogynie/vrouwenhaat (manifestatie). 

### Homonormativiteit
Homoseksualiteit raakt steeds meer geaccepteerd in de westerse samenleving. Toch is er ook de kritiek (vanuit de lhbt-gemeenschap zelf) dat o.a. homo's zelf er naar neigen om bepaalde heteronormatieve elementen te normaliseren in hun eigen relaties en identiteit. Met andere woorden, nu homo's een meer gevestigde plaats hebben in de samenleving groeit ook de 'neiging' om het homo-zijn te normaliseren naar een bepaald ideaal.  
Bij bijvoorbeeld relaties tussen mensen van hetzelfde geslacht doelt men dan op de heteronormatieve onderverdeling van een mannelijke en vrouwelijke rolverdeling binnen de relatie (top of bottom/butch en femme), een huwelijk aangaan, een gezin stichten en het hebben van een monogame relatie. Hierbij gaat het niet om of homo's wel of niet het recht hebben om te trouwen etc. maar om of lhbt-relaties hetzelfde pad moeten volgen als heteronormatieve relaties.
Een andere benadering van de term homonormativiteit is die van het centraal stellen van vooral (knappe) blanke middelklasse homo-mannen binnen de lhbt-gemeenschap en in verhalen in bijvoorbeeld de media. Terwijl de lhbt-gemeenschap bestaat uit een verscheidenheid aan identiteiten uit men kritiek dat er in media en homocultuur vooral en enkel één type homo wordt neergezet/geportretteerd. Dit vormt volgens critici niet alleen een (al dan niet schadelijk) beeld over wat homoseksualiteit is/zou moeten zijn, maar het zou ook ander identiteiten zoals die van lesbiennes, transgenders, biseksuelen en armere of niet-blanke homo's overschaduwen. Daarmee raakt homonormativiteit aspecten van racisme, misogynie en transfobie.

## Assimilatie
In het verleden is er door de lhbt-gemeenschap verschillend omgesprongen met de vraag hoe om te gaan met heteronormativiteit en hoe zich te verhouden ten opzichte van de 'heterosamenleving'. Alhoewel de term heteronormativiteit pas in de jaren 90 zijn intrede deed speelde het concept al veel eerder een rol in de discussie over welke plaats lhbt'ers binnen de samenleving hebben of zouden moeten hebben.
Zo streefden homo-emancipatiegroepen voor de jaren 70 er vooral naar te assimileren met de 'heterosamenleving'. Na die tijd echter werden zij mondiger en wilden zij zich juist meer verzetten tegen die 'heterosamenleving'/heteronormativiteit. Zij streefden naar (meer) acceptatie, integratie of zelfs zelfgekozen afsplitsing door segregatie.